# كأس نيوزيلندا 1954
كأس نيوزيلندا 1954 (بالإنجليزية: 1954 Chatham Cup)‏ هو موسم من كأس نيوزيلندا. فاز فيه Onehunga Mangere United AFC ‏.